# یوهان فون اوالد
یوهان فون اوالد (آلمانی: Abhandlung über den kleinen Krieg; ۲۰ مارس ۱۷۴۴ – ۲۵ ژوئن ۱۸۱۳) فرد نظامی اهل آلمان بود. وی همچنین برندهٔ جوایزی همچون لژیون دونور شده‌است.